# Irueste
Irueste è un comune spagnolo di 65 abitanti situato nella comunità autonoma di Castiglia-La Mancia.